# ماكغريغور لايرد
ماكغريغور لايرد (بالإنجليزية: Macgregor Laird)‏ (1808 – 1861) هو تاجر اسكتلندي ورائد التجارة البريطانية على نهر النيجر.
ولد لايرد في غرينوك في 1808، وكان الابن الأصغر لوليام لايرد، مؤسس شركة بيركنهيد لبنائي السفن. في عام 1831 شكل لايرد شركة للتطوير التجاري لمناطق النيجر مع مجموعة من تجار ليفربول، وكان المجرى الأسفل للنيجر مستكشفا ومعروفا بجهود ريتشارد وجون لاندر. في عام 1832 بعثت الشركة سفينتين صغيرتين إلى النيجر، وأحدها، «البوركاه» وهي باخرة بعجلات للتجديف بوزن 55 طن صممها لايرد، وكانت أول سفينة حديدية تقوم برحلة في أعالي البحار.
ذهب ماكغريغور لايرد في الرحلة والتي كان تحت قيادة ريتشارد لاندر مع ثمانية وأربعين أوربي، الذين لم يبق منهم إلا تسعة بعد أن ماتوا بالحمى، أو متأثرين بجراحهم كما في حالة لاندر. تقدم لايرد عبر نهر النيجر إلى ملتقى نهر بنوي (الذي كان وقتها يدعى شاري أو تشادا)، وكان أول رجل أبيض يعبر إليه. ولم يذهب بعيدا عبر النهر لكنه شكل فكرة دقيقة بالنسبة إلى منبعه ومساره. وعادت البعثة إلى ليفربول في عام 1834، وكان لايرد والجراح آر. أي. كي. أولدفيلد الضباط الوحيدين الباقين على قيد الحياة إضافة إلى النقيب (كان ملازما وقتها) ويليام ألن، والذي رافق البعثة بأمر من العمادة لمسح النهر.
نشر لايرد وأولدفيلد في عام 1837 قصة رحلة إلى داخل أفريقيا من نهر النيجر في عام 1832 في مجلدين. وبمن ناحية تجارية، فقد كانت الرحلة فاشلة، لكن لايرد اكتسب خبرة ثمينة استفاد منها خلفاؤه. ولم يعد إلى أفريقيا أبدا ولكنه كرس نفسه منذ ذاك الحين بشكل كبير لتنمية التجارة مع غرب أفريقيا وبالأخص مع البلدان التي تشكل الآن نيجيريا. كانت إحدى أسبابه الرئيسية لهذا العمل اعتقاده بأن هذه الطريقة كانت أفضل وسيلة لإيقاف تجارة الرقيق وترفع المكانة الاجتماعية للأفارقة.
في عام 1854 صنع على نفقته الخاصة باخرة صغيرة تدعى «بلياد»، كما تلقى دعم الحكومة البريطانية، وأبحر عليها وليام بلفور بايكي. نجحت رحلة بايكي وأقنع لايرد الحكومة بتوقيع عقود لرحلات التجارة السنوية بالبواخر التي بنيت خصيصا للملاحة في نهر النيجر وبنوي. وأسست المحطات المختلفة على النيجر، ومع ذلك فقد تم سحب الدعم الحكومي بعد موت لايرد وبايكي، وواصل التجار البريطانيون التردد على النهر، الذي فتح لايرد مساره مع القليل من الفوائد الشخصية أو بدونها. لم تكن اهتمامات لايرد أفريقية بالكامل. في عام 1837 كان أحد المتعهدين لشركة تم تشكيلها لإدارة البواخر بين إنجلترا ونيويورك، وفي عام 1838 انطلقت سيريوس بدعم بهذه الشركة، وكان السفينة الأولى التي تعبر الأطلسي من أوروبا بإدارة البخار. مات لايرد في لندن على 9 يناير 1861.
أخوه الأكبر، جون لايرد (1805-1874)، كان أحد أوائل من استعمل الحديد في بناء السفن؛ وفي عام 1829 صنع مركبا حديديا بوزن 60 طن والذي استعمل على القنوات والبحيرات في أيرلندا؛ وفي عام 1834 بنى باخرة ذات مجداف وهي «جون راندولف» إلى سافانا، جورجيا، وذكر بأنها كانت أول سفينة حديدية شوهدت في أمريكا. وبنى لشركة الهند الشرقية في عام 1839 السفينة الحديدية الأولى التي تحمل الأسلحة وهو كان أيضا مصمم بيركنهيد الشهيرة. وقد كان محافظا في السياسة، ومثل بيركنهيد في مجلس العموم من عام 1861 إلى موته.

## روابط خارجية
- ماكغريغور لايرد على موقع الموسوعة البريطانية (الإنجليزية)